# صابر مير قرباني
صابر مير قرباني (17 سبتمبر 1983 ببابلسر في إيران - ) هو لاعب كرة قدم إيراني في مركز الهجوم. شارك مع منتخب إيران لكرة القدم. أما مع النوادي، فقد لعب مع نادي استقلال أهواز ونادي باس همدان ونادي بيكان ونادي سايبا ونادي شهرداري تبريز ونادي صنعت نفط عبادان ونادي فجر شهيد سباسي ونادي مس كرمان ونادي نساجي مازندران.

## وصلات خارجية
- سيد صابر ميرغورباني على موقع قاعدة بيانات كرة القدم.إي يو (الإنجليزية)
- سيد صابر ميرغورباني على موقع ناشيونال فوتبول تيمز (الإنجليزية)